# Superligaen 2012/2013
Superligaen 2012/2013 var den 23:e säsongen av Superligaen, anordnad av DBU för att kora danska mästare i fotboll. Serien spelades mellan 13 juli 2012 och 20 maj 2013, och avslutades med full omgång, däremellan hölls även ett vinteruppehåll. Titelförsvarare var FC Nordsjælland.

## Lag
Lyngby BK och HB Køge flyttades ner efter att ha slutat som elfte och tolfte lag föregående säsong, dessa lag ersattes av Esbjerg fB och Randers FC som blev etta respektive två i andradivisionen.

### Arenor
| Lag             | Ort       | Arena                    | Plan      | Kapacitet | Resultat 2011/2012 |
| --------------- | --------- | ------------------------ | --------- | --------- | ------------------ |
| AaB             | Aalborg   | Energi Nord Arena        | Gräs      | 13797     | 7                  |
| AC Horsens      | Horsens   | CASA Arena Horsens       | Gräs      | 10400     | 4                  |
| AGF             | Aarhus    | NRGi Park                | Gräs      | 20032     | 5                  |
| Brøndby IF      | Brøndby   | Brøndby Stadion          | Gräs      | 29000     | 9                  |
| Esbjerg fB      | Esbjerg   | Blue Water Arena         | Gräs      | 18000     | uppflyttade        |
| FC Köpenhamn    | Köpenhamn | Parken                   | Gräs      | 38065     | 2                  |
| FC Midtjylland  | Herning   | MCH Arena                | Gräs      | 11800     | 3                  |
| FC Nordsjælland | Farum     | Farum Park               | Konstgräs | 9900      | 1                  |
| OB              | Odense    | TRE-FOR Park             | Gräs      | 15633     | 10                 |
| Randers FC      | Randers   | AutoC Park Randers       | Gräs      | 12000     | uppflyttade        |
| Silkeborg IF    | Silkeborg | Silkeborg Stadion        | Gräs      | 10000     | 8                  |
| SønderjyskE     | Haderslev | Haderslev Fodboldstadion | Gräs      | 10000     | 6                  |

### Lagledning och sponsor
| Lag             | Tränare              | Kapten                    | Tillverkare | Tröjsponsor             |
| --------------- | -------------------- | ------------------------- | ----------- | ----------------------- |
| AaB             | Kent Nielsen         | Thomas Augustinussen      | adidas      | Spar Nord               |
| AC Horsens      | Johnny Mølby         | Martin Retov              | hummel      | Telia Stofa             |
| AGF             | Peter Sørensen       | Steffen Rasmussen         | hummel      | YouSee                  |
| Brøndby IF      | Aurelijus Skarbalius | Clarence Goodson          | hummel      | Unicef                  |
| Esbjerg fB      | Jess Thorup          | Nicolai Høgh              | Nike        | Sydenergi               |
| F.C. Copenhagen | Ariël Jacobs         | Lars Jacobsen             | adidas      | Carlsberg               |
| FC Midtjylland  | Glen Riddersholm     | Kristian Bak Nielsen      | Wunderelf   | Nordea                  |
| FC Nordsjælland | Kasper Hjulmand      | Nicolai Stokholm          | Diadora     | City Container          |
| OB              | Troels Bech          | Anders Møller Christensen | Puma        | Carlsberg               |
| Randers FC      | Colin Todd           | Søren Pedersen            | Warrior     | Verdo                   |
| Silkeborg IF    | Viggo Jensen         | Henrik Pedersen           | uhlsport    | Mascot International    |
| SønderjyskE     | Lars Søndergaard     | Henrik Hansen             | Diadora     | Frøs Herreds Sparekasse |

### Tränareförändringar
| Lag          | Avslutande tränare | Anledning           | Datum            | Ersättare         | Datum            | Position  |
| ------------ | ------------------ | ------------------- | ---------------- | ----------------- | ---------------- | --------- |
| Odense BK    | Poul Hansen        | Avslutat kontrakt   | 24 maj 2012      | Troels Bech       | 24 maj 2012      | försäsong |
| Silkeborg IF | Troels Bech        | Värvad av Odense BK | 24 maj 2012      | Keld Bordinggaard | 1 juni 2012      | försäsong |
| FC Köpenhamn | Carsten V. Jensen  | Avgick              | 25 maj 2012      | Ariël Jacobs      | 22 juni 2012     | försäsong |
| Randers FC   | Michael Hemmingsen | Avskedad            | 5 juli 2012      | Colin Todd        | 5 juli 2012      | försäsong |
| Silkeborg IF | Keld Bordinggaard  | Avskedad            | 11 november 2012 | Viggo Jensen      | 11 november 2012 | 12        |

## Tabeller

### Poängtabell
| Nr | Lag                  | S  | V  | O  | F  | GM | IM | MS  | P  |
| -- | -------------------- | -- | -- | -- | -- | -- | -- | --- | -- |
| 1  | FC Köpenhamn         | 33 | 18 | 11 | 4  | 62 | 32 | +30 | 65 |
| 2  | FC Nordsjælland (RM) | 33 | 17 | 9  | 7  | 60 | 37 | +23 | 60 |
| 3  | Randers FC (U)       | 33 | 15 | 7  | 11 | 36 | 42 | −6  | 52 |
| 4  | Esbjerg fB (U)       | 33 | 13 | 8  | 12 | 38 | 32 | +6  | 47 |
| 5  | AaB                  | 33 | 13 | 8  | 12 | 51 | 46 | +5  | 47 |
| 6  | FC Midtjylland       | 33 | 12 | 11 | 10 | 51 | 47 | +4  | 47 |
| 7  | AGF                  | 33 | 11 | 8  | 14 | 50 | 49 | +1  | 41 |
| 8  | SønderjyskE          | 33 | 12 | 5  | 16 | 53 | 57 | −4  | 41 |
| 9  | Brøndby IF           | 33 | 9  | 12 | 12 | 39 | 45 | −6  | 39 |
| 10 | Odense BK            | 33 | 10 | 8  | 15 | 52 | 59 | −7  | 38 |
| 11 | AC Horsens           | 33 | 8  | 10 | 15 | 31 | 49 | −18 | 34 |
| 12 | Silkeborg IF         | 33 | 8  | 7  | 18 | 38 | 66 | −28 | 31 |

### Resultattabell
| Hemma \ Borta   | ACH | AGF | BIF | EFB | FCK | FCM | FCN | OB  | RFC | SIF | SØN | AAB | ACH | AGF | BIF | EFB | FCK | FCM | FCN | OB  | RFC | SIF | SØN | AAB |
| --------------- | --- | --- | --- | --- | --- | --- | --- | --- | --- | --- | --- | --- | --- | --- | --- | --- | --- | --- | --- | --- | --- | --- | --- | --- |
| AC Horsens      |     | 1–4 | 0–1 | 0–0 | 1–1 | 2–2 | 0–4 | 2–2 | 1–0 | 2–0 | 1–3 | 1–4 |     | 2–0 |     |     | 1–0 | 0–2 | 0–2 | 2–0 |     |     |     | 2–2 |
| AGF             | 0–0 |     | 3–1 | 0–0 | 0–2 | 3–2 | 0–1 | 2–1 | 1–1 | 3–3 | 2–2 | 1–1 |     |     | 0–3 | 0–1 |     | 1–1 | 0–2 |     |     |     | 2–1 | 3–0 |
| Brøndby IF      | 2–2 | 3–2 |     | 1–1 | 0–0 | 1–1 | 4–0 | 0–1 | 0–2 | 2–1 | 0–1 | 1–3 | 2–0 |     |     | 2–2 |     |     |     | 0–3 |     | 2–2 | 0–3 |     |
| Esbjerg fB      | 0–0 | 2–1 | 1–0 |     | 1–2 | 0–1 | 1–0 | 3–0 | 4–0 | 2–3 | 1–2 | 1–0 | 1–0 |     |     |     | 2–2 |     |     | 6–2 |     | 1–0 | 1–2 |     |
| FC Köpenhamn    | 2–1 | 3–0 | 1–1 | 0–2 |     | 4–2 | 2–1 | 1–1 | 2–0 | 5–0 | 1–1 | 3–0 |     | 0–0 | 1–0 |     |     | 2–1 | 4–1 |     |     | 3–1 |     | 4–0 |
| FC Midtjylland  | 5–2 | 3–2 | 1–1 | 1–0 | 2–2 |     | 3–1 | 1–1 | 2–1 | 1–1 | 1–3 | 2–3 |     |     | 1–1 | 0–0 |     |     | 1–1 |     | 3–0 | 1–3 | 1–0 |     |
| FC Nordsjælland | 1–0 | 4–2 | 0–0 | 3–0 | 2–3 | 3–1 |     | 1–1 | 1–1 | 6–1 | 4–1 | 1–0 |     |     | 3–0 | 1–0 |     |     |     | 4–1 | 2–2 | 3–0 | 2–2 |     |
| Odense BK       | 2–0 | 1–2 | 1–2 | 3–0 | 2–2 | 2–1 | 3–0 |     | 0–1 | 3–3 | 5–0 | 0–4 |     | 2–4 |     |     | 2–3 | 0–1 |     |     | 0–0 |     |     | 3–4 |
| Randers FC      | 0–1 | 2–1 | 3–2 | 1–0 | 2–3 | 2–1 | 0–0 | 3–2 |     | 1–0 | 2–0 | 0–1 | 0–0 | 1–0 | 0–1 | 2–1 | 1–0 |     |     |     |     |     |     |     |
| Silkeborg IF    | 0–2 | 0–4 | 1–2 | 0–1 | 1–0 | 1–1 | 2–2 | 0–1 | 0–1 |     | 0–5 | 2–1 | 1–1 | 3–1 |     |     |     |     |     | 0–2 | 1–2 |     |     | 3–2 |
| SønderjyskE     | 0–2 | 0–3 | 2–2 | 3–1 | 1–1 | 0–2 | 1–2 | 1–2 | 6–1 | 0–2 |     | 0–4 | 4–2 |     |     |     | 1–2 |     |     | 4–1 | 0–2 | 2–3 |     | 1–0 |
| AaB             | 2–0 | 0–3 | 2–1 | 0–2 | 1–1 | 3–0 | 1–1 | 2–2 | 4–0 | 1–0 | 2–1 |     |     |     | 1–1 | 0–0 |     | 1–3 | 0–1 |     | 2–2 |     |     |     |

## Skytteliga
| Pl. | Spelare           | Lag             | Mål |
| --- | ----------------- | --------------- | --- |
| 1   | Andreas Cornelius | FC Köpenhamn    | 18  |
| 2   | Nicklas Helenius  | AaB             | 16  |
| 3   | Aron Jóhannsson   | AGF             | 14  |
| 3   | Simon Makienok    | Brøndby IF      | 14  |
| 3   | Marvin Pourie     | Silkeborg IF    | 14  |
| 3   | Ronnie Schwartz   | Randers FC      | 14  |
| 7   | Lasse Vibe        | SønderjyskE     | 12  |
| 8   | Nicolai Jørgensen | FC Köpenhamn    | 11  |
| 8   | César Santin      | FC Köpenhamn    | 11  |
| 10  | Joshua John       | FC Nordsjælland | 10  |